# Mi querido enemigo
Big Bully (1996) —en español: «Mi querido enemigo»— es una película cómica protagonizada por Rick Moranis, Tom Arnold, Julianne Phillips y Carol Kane.

## Sinopsis
Tras años de ausencia, David vuelve a su ciudad natal para impartir clases en el instituto. Todo es fantástico hasta que vuelven los recuerdos del pasado: en la escuela primaria era humillado por un chico al que todo el mundo llamaba Colmillo y, tras años de aguantar vejaciones, consiguió vengarse de él.

## Reparto
- Rick Moranis como David Leary.
- Tom Arnold como Roscoe Bigger.
- Julianne Phillips como Victoria Tucker.
- Carol Kane como Faith Bigger.